# Интраперсонална интелигенција
Интраперсонална интелигенција је способност интроспекције и способност спознавање себе и својих циљева, способности, ставова и вредности. 

## Вежбање интраперосоналне интелигенције
Вежбање интраперосоналне интелигенције може да се одвија путем процеса мишљења вишег реда и путем метакогнитивних процеса где се критички преиспитују смисаоности сопствених поступака и властитог живота. Циљ свега је властито самопознавање својих јачих и слабијих страна, својих способности, својих мотива, жеља итд. Властито самопознавање се одвија кроз интеракцију и дискусију са другима (најчешће са вршњацима) и покушају тражења одговора на питања као што су : „Ко сам ја?“ или „Шта желим да постанем?“ и слично. Ту се могу тражити и одговори на специфичнија питања као: „Шта је најважнија ствар у мом животу сада?“ или „Шта су моји садашњи приоритети, а шта су моји циљеви у ближој или даљој будућности?“

## Индикатори и садржаји вежбања
Важни су следећи индикатори и садржаји вежбања: препознавање властитих емоционалних стања и њихових узрока; толеранција на фрустрације и изражавање љутње на прихватљив начин; више позитивних осећања према себи, школи и породици; преовладавање усамљености и анксиозности и повећање самоконтроле и одговорности; повећање способности емпатисања, тј.разумевање осећања, мишљења и ставова других; вежбање у анализи социјалних односа и повећање способности за слушање других. 